# Women’s Organization for World Order
Die Women's Organization for World Order (WOWO) war eine internationale feministische und pazifistische Organisation, die im September 1935 in Genf gegründet wurde. Die Organisation entstand aus der Unzufriedenheit einiger Aktivistinnen mit der Internationalen Frauenliga für Frieden und Freiheit (IFFF/WILPF), da sie ihre radikaleren Ziele innerhalb dieser etablierten Organisation nicht verwirklichen konnten.

## Gründung und Gründerinnen
Die WOWO wurde im September 1935 in Genf von einer Gruppe internationaler Feministinnen und Pazifistinnen gegründet. Zu den Hauptinitiatorinnen gehörten:
- Anna Helene Askanasy (1893–1970), österreichisch-kanadische Schriftstellerin, Feministin und Friedensaktivistin[2]
- Elin Wägner (1882–1949), schwedische Autorin, Journalistin und Feministin[1]
- Ellen Hørup (1871–1953), dänische Friedensaktivistin[1]
- Irene Harand (1900–1975), österreichische Menschenrechtsaktivistin[1]

Die meisten Gründerinnen waren bereits Mitglieder der Internationalen Frauenliga für Frieden und Freiheit (IFFF), gründeten jedoch die WOWO, weil sie ihre weitergehenden Anliegen wie die Forderung nach einer Weltregierung und einer international durchzuführenden Geburtenkontrolle innerhalb der IFFF nicht realisieren konnten.

## Programm und Ziele
Das Programm der WOWO, das am Genfer Kongress 1935 diskutiert wurde, war für die damalige Zeit äußerst progressiv. Die Kernforderungen umfassten:
- Gleichberechtigung der Geschlechter: „Frauen sind den Männern vollkommen ebenbürtig“ und „Sämtliche Berufe und Stellungen müssen Frauen im gleichen Masse erreichbar sein wie Männern, einschließlich der Stellung eines Staatsoberhauptes“[1]
- Internationale Ordnung: Begrenzung der Souveränität der Nationalstaaten durch den Völkerbund
- Abrüstung und Friedenssicherung[1]
- Stärkere Mitwirkung der Frauen in den Justizsystemen[1]
- Reproduktive Rechte: Die Möglichkeit zur Geburtenregelung als Grundvoraussetzung für eine „freie Mutterschaft“[1]
- Agrarreform: „Grund- und Bodenreform, welche die Spekulation“ ausschließe, „aber die beste Kultivierung des Bodens“ ermögliche[1]

## Kongresse und Aktivitäten

### Erster Kongress (1935, Genf)
Der Gründungskongress fand im September 1935 in Genf statt. Neben den Gründerinnen nahmen weitere prominente Aktivistinnen teil, darunter:
- Elisabeth Thommen (1888–1960), Schweizer Journalistin, die ursprünglich zur Berichterstattung angereist war, aber als Aktivistin am Kongress teilnahm
- Hedwig Anneler (1888–1969), Schweizer Teilnehmerin[1]
- Gertrud Johanna Woker (1878–1968), Schweizer Chemikerin und Pazifistin[1]

### Zweiter Kongress (1936, Salzburg)
Der zweite WOWO-Kongress fand 1936 in Salzburg statt. Elisabeth Tamm (1880–1958), eine schwedische Gutsbesitzerin und ehemalige Parlamentsabgeordnete, referierte über das Thema Landreform.

### Dritter Kongress (1937, Bratislava)
Am dritten Kongress 1937 in Bratislava rückte die Agrarfrage ins Zentrum der Diskussionen. Als Hauptreferentin trat Mina Hofstetter (1883–1967) auf, eine Schweizer Bäuerin, die für eine Ernährungsreform und eine viehlos betriebene biologische Landwirtschaft plädierte.

### Vierter Kongress (1938, Luzern)
Die vierte WOWO-Tagung sollte ursprünglich im Sommer 1938 in Den Haag stattfinden, musste jedoch wegen der Gefährdung der jüdischen Mitglieder nach Luzern verlegt werden. Die Zusammenkunft wurde als „harmlose Zusammenkunft von an landwirtschaftlichen Fragen interessierten Frauen“ deklariert, um keine Beobachtung durch die Fremdenpolizei auszulösen. Die Tagung fand Mitte Juli im Waldstätterhof, einem Hotel des Schweizerischen Gemeinnützigen Frauenvereins, statt.
Die Konferenz wurde spontan zu einem „Gegenpol“ der „reinen Männerkonferenz“, der Konferenz von Évian umgeformt, die wenige Tage zuvor, am 6. Juli 1938, begonnen hatte. Die Teilnehmerinnen kritisierten, dass die Versammlung von Évian nicht die Flüchtlinge, sondern die Regierungen schütze.

## Historischer Kontext und Bedeutung
Die WOWO entstand in einer Zeit zunehmender politischer Spannungen in Europa. Die Organisation war Teil eines internationalen ökofeministischen Netzwerks und spielte eine wichtige Rolle in der Zwischenkriegszeit. Die radikalen Forderungen der Organisation, insbesondere nach einer Weltregierung und matriarchalen Gesellschaftsstrukturen, machten sie zu einem Vorläufer späterer feministischer und ökologischer Bewegungen.
Die Organisation wurde durch die aufkommenden nationalsozialistischen und faschistischen Bewegungen in Deutschland und Österreich als Bedrohung angesehen und ihre Aktivitäten zunehmend behindert. Viele Dokumente mussten aus Sicherheitsgründen geheim gehalten oder sogar vernichtet werden, was die historische Erforschung der Organisation erschwert.

## Auflösung und Vermächtnis
Mit dem Ausbruch des Zweiten Weltkriegs und der zunehmenden Verfolgung ihrer Mitglieder konnte die WOWO ihre Aktivitäten nicht mehr fortsetzen. Viele der Gründerinnen mussten emigrieren oder gingen in den Untergrund.
Das Vermächtnis der WOWO liegt in ihren progressiven Ideen, die ihrer Zeit weit voraus waren. Ihre Forderungen nach Geschlechtergleichstellung, internationaler Zusammenarbeit, Umweltschutz und reproduktiven Rechten wurden später von der Frauenbewegung und der Umweltbewegung aufgegriffen.